# NGC 291
NGC 291 es una galaxia espiral de la constelación de Cetus. 
Fue descubierta el 27 de septiembre de 1864 por el astrónomo Albert Marth.